# Joachim Luhn

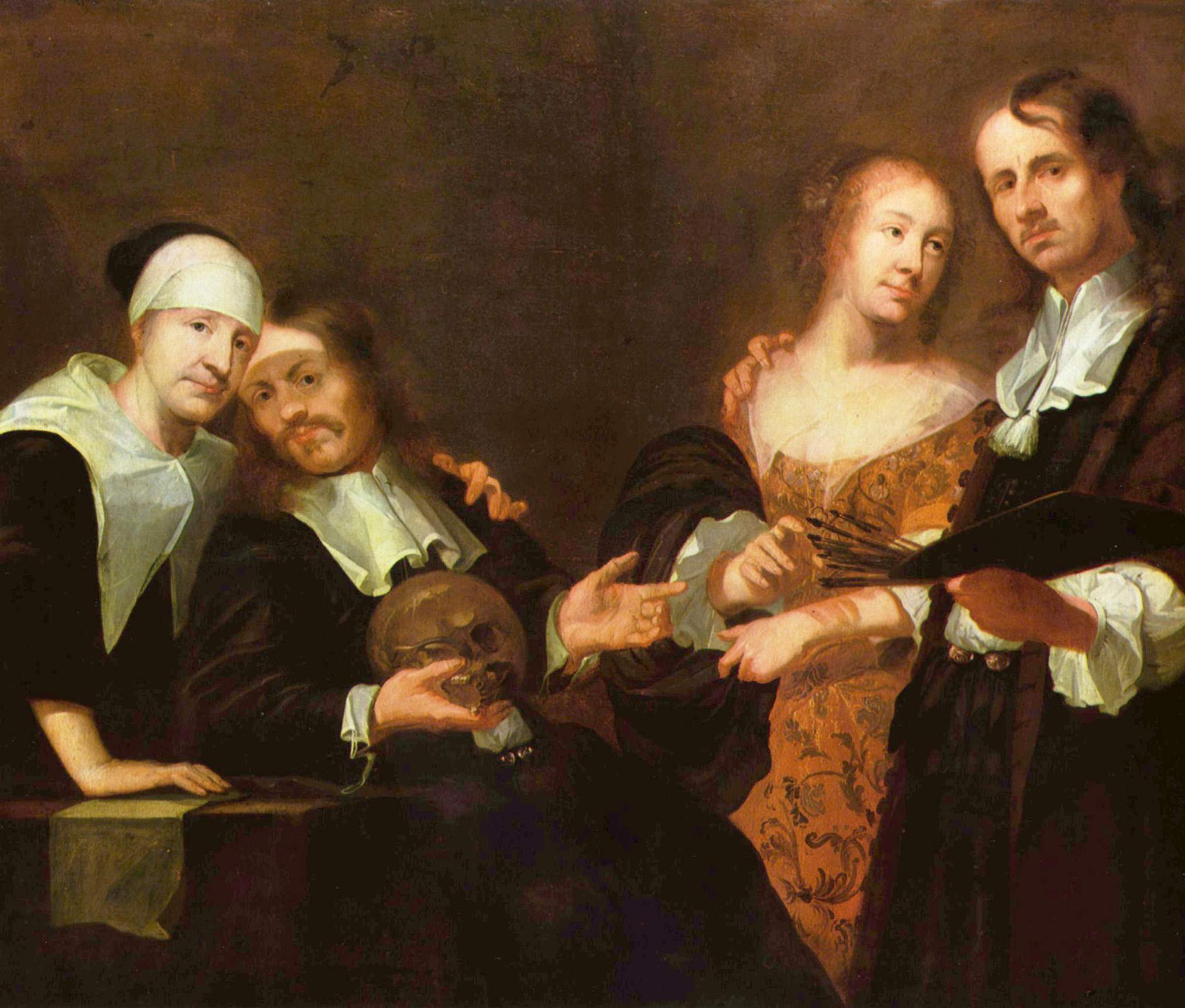
Porträt einer Familie,
Herzog Anton Ulrich-Museum, Braunschweig

Joachim Luhn, auch Luhne (* um 1640 vermutlich in Hamburg; † 4. Juli 1717 ebenda) war ein deutscher Maler.

## Leben
Über Joachim Luhns Herkunft ist wenig Zuverlässiges bekannt. Er lernte die Malerei wahrscheinlich in den Niederlanden und gegebenenfalls in Rom, angeblich bei Adriaen Backer. Seit 1668 war er in Hamburg beheimatet und 1672 hielt er sich in Braunschweig auf, wo er für Herzog Anton Ulrich dort, sowie in Salzdahlum und Wolfenbüttel tätig war. 1673 erhielt er das Hamburger Bürgerrecht und wurde am 18. März 1673 als Malermeister eingetragen. Im selben Jahr heiratete er hier Hanna Margarethe, deren Vater Jacob Mathias Weyer als Maler von Schlachtenbildern bekannt war. Registerauszüge aus dieser Zeit können belegen, dass Luhn kein gebürtiger Hamburger war. Das Paar hatte eine Tochter, die 1691 den Braunschweiger Hofmaler Tobias Querfurt heiratete.
Von 1689 bis 1693 arbeitete er gemeinsam mit Johann Oswald Harms und seinem Schwiegersohn Tobias an dem im Bau befindlichen, heute nicht mehr existierenden Schloss Salzdahlum. Von den Fürsten der Region, darunter denen von Schleswig-Holstein-Gottorf, erhielt er später weitere Aufträge, blieb jedoch bis Lebensende in Hamburg. Von 1692 bis 1708 übernahm er das Amt des Ältermanns des dortigen Maleramts.

## Werke

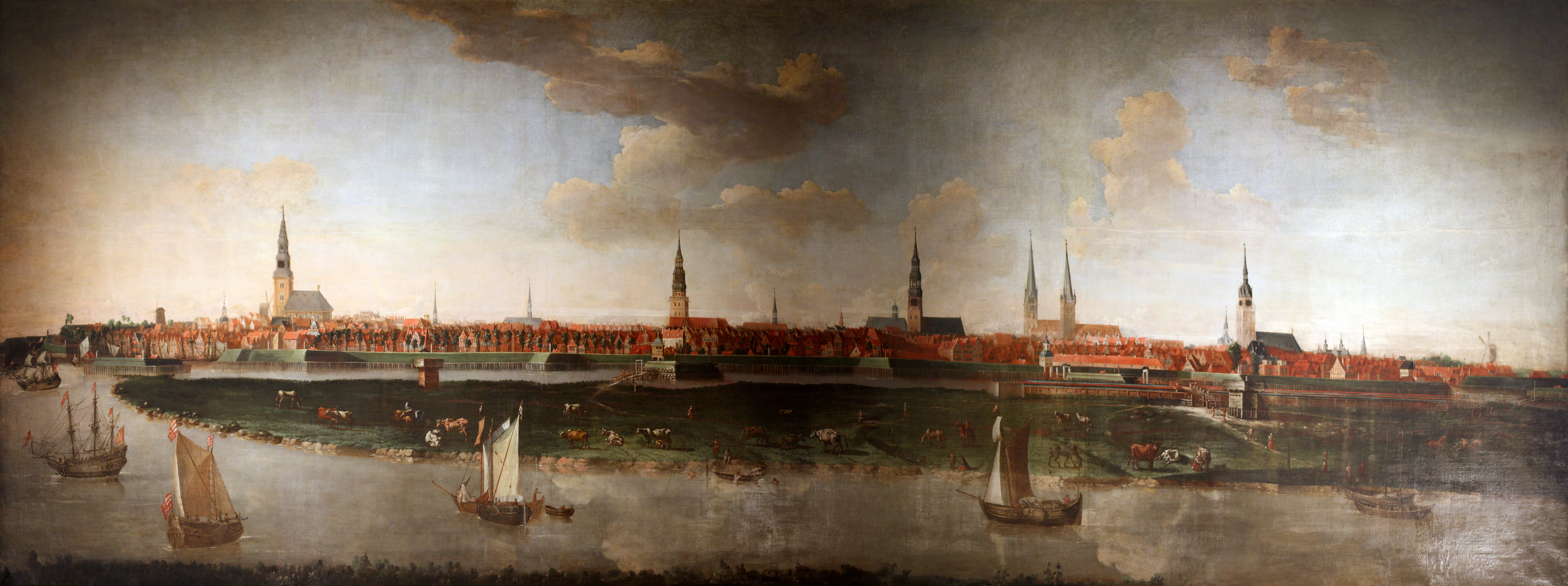
Stadtansicht Hamburgs von 1681

Luhn malte in fast allen Sparten, konzentrierte sich dabei zumeist auf die Historienmalerei und Bildnisse. 1676 erhielt er einen Auftrag der Kirchgeschworenen der Sankt Jacobikirche und malte daraufhin 26 Bilder, die für die Empore vor dem Chorlettner bestimmt waren. Außerdem erstellte er gemäß Rechnungen des städtischen Bauhofs mehrere Werke für die Ratsstube des Hamburger Rathauses. Dazu gehörte eine Ansicht Hamburgs, die er 1681 fertigstellte und mit seiner Signatur versah. Alle Bilder der Hamburger Zeit bis auf das Stadtpanorama gelten als verschollen. Der Hamburger Kaufmann Heinrich Kühl kaufte das Stadtbild 1819 und schenkte es der Jacobikirche, wo es heute noch zu sehen ist. Luhn verzierte zudem 1688 das Ballhaus an der Fuhlentwiete mit einem Deckengemälde, zu dem eine Vorzeichnung im Hamburger Staatsarchiv existiert. Neben Wand- und Deckengemälden fertigte er auch Altarbilder für mehrere Kirchen in Hamburg, die einen Einfluss von Otto Wagenfeld erkennen lassen. Seine Malerei war holländisch geprägt und durch den Stil Rembrandt van Rijns beeinflusst, was sich in dem Familienbild widerspiegelt. Später kamen Elemente der italienischen Malerei hinzu, wie sie von Bernardo Cavallino bekannt sind.
Luhn malte auch Porträts, die eher sein Familienumfeld zeigten. Diese sind unter anderem im Herzog Anton Ulrich-Museum ausgestellt. Sie gelten als künstlerisch bedeutende Werke aus der Zeit des norddeutschen Barocks.